# Ela
«Ela» (укр. Давай) — пісня грецько-німецької співачки Андромахи, з якою вона представляла Кіпр на Пісенному конкурсі Євробачення 2022 в Турині, Італія. Пісня була обрана для участі в конкурсі кіпріотським мовником CyBC шляхом внутрішнього відбору.

## Реліз
Пісня була випущена на CyBC у програмі кіпрського телебачення Ola ston Aera 9 березня 2022 року. Музичний кліп на пісню було опубліковано наступного дня, а на цифрових платформах — 11 березня 2022 року.

## Про пісню
«Ela» була написана за співпраці грецьких, албанських, нідерландських, шведських та іспанських авторів пісень. Ними стали Alex P (Александр Папаконстантіну), Араш, Ейлар Мірзазаді, Фатьон Міфтарай, Філлорета Рачі, Джеральдо Санделл, Йоргос Пападопулос, Роберт Ульман, Віктор Свенссон та Ілл Лімані. Критики визначають «Ela» як етнічну поп-пісню з «сучасною європейською» обробкою, що включає «балканські» інструменти, такі як включають грецькі бузукі та албанські fyell brezi.

## Пісенний конкурс Євробачення
Співачка Андромаха представляла Кіпр з піснею «Ela» на конкурсі 12 травня 2022 року під дев’ятим номером у другому півфіналі. Країна отримала 54 бали від глядачів (9 місце) та 9 балів від журі (останнє, 18 місце) та посіла загальне 12 місце у півфіналі, через що не змогла досягти фіналу Євробачення 2022.

## Чарти
| Чарт (2022)                 | Пікова позиція |
| --------------------------- | -------------- |
| Греція International (IFPI) | 45             |
| Литва (AGATA)               | 76             |